# Sīāh Būzān
Sīāh Būzān (persiska: سیاه بوزان, Sīāh Vazān) är en ort i Iran.   Den ligger i provinsen Gilan, i den nordvästra delen av landet, 280 km nordväst om huvudstaden Teheran. Antalet invånare är 210.
Terrängen runt Sīāh Būzān är platt. Runt Sīāh Būzān är det tätbefolkat, med 493 invånare per kvadratkilometer. Närmaste större samhälle är Reẕvānshahr, 7,5 km väster om Sīāh Būzān. I omgivningarna runt Sīāh Būzān växer i huvudsak blandskog.